# Alzira Ràdio
Alzira Ràdio és una emissora local del País Valencià, la seu de la qual està situada a la Casa de la Cultura d'Alzira, i que té cobertura a tota la comarca de la Ribera Alta, en gran part de la Costera, la Canal de Navarrés i, fins i tot, molt a prop de la ciutat de València.
Alzira Ràdio va ser inaugurada el 20 de maig de 1995 i, actualment, emet a través de la freqüència 107.9 MHz de l'FM, amb la intenció de substituir l'antiga emissora local de Ràdio Alzira Cadena SER, inaugurada sota el nom d'EAJ-54 el 14 de febrer del 1934, i tancada el 25 de novembre del 1990.